# Zonnestrijdwagen van Trundholm

Zonnestrijdwagen van Trundholm

De zonnestrijdwagen van Trundholm werd in 1902 door een boer op het Deense eiland Seeland tijdens het ploegen ontdekt. De in een voormalig veengebied gevonden depotvondst is een klein bronzen beeld dat is gedateerd rond 1400 v.Chr. Het bestaat uit een paard dat een schijf trekt die de Zon voorstelt. Het paard rolt op vier wielen en de schijf op twee. Alle wielen hebben vier spaken, ze vormen het zonnekruis. 
De "strijdwagen" bestaat enkel uit de zonneschijf, de draagas en de wielen. Het is onduidelijk of de Zon wordt voorgesteld als een strijdwagen of als een strijdwagenmenner. De aanwezigheid van een door paarden getrokken voertuig op vierspakige wielen in Noord-Europa in zo'n vroege periode is onverwacht.
De zonnestrijdwagen wordt tentoongesteld in het Nationalmuseet in Kopenhagen.

## Interpretatie van de zonnekant en de maankant

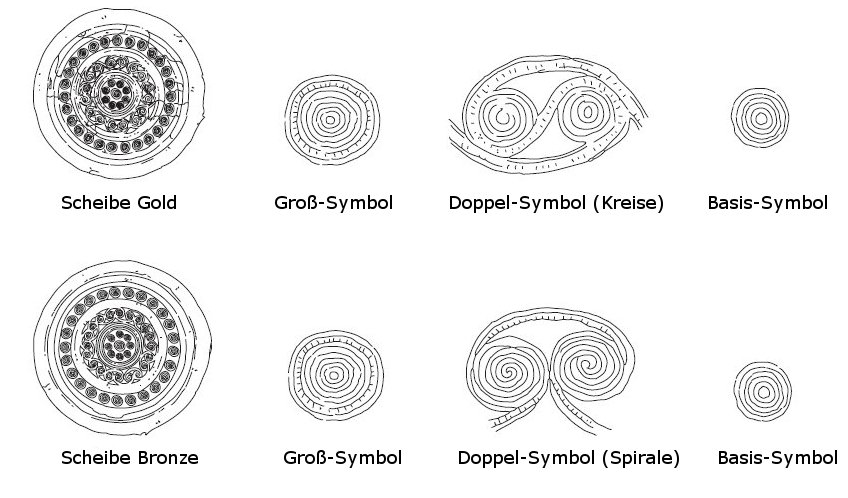
De verschillende symbolen op de zonnekant en de maankant

Beide zijden van de schijf (goud = zon / brons = maan) zijn versierd met gelijkmatig verdeelde enkele en dubbele symbolische voorstellingen. Aan de gouden kant hebben we 44 enkele en 52 dubbele symbolen, en aan de bronzen kant hebben we 44 enkele en 54 dubbele symbolen.
Klaus Randsborg, hoogleraar archeologie aan de Universiteit van Kopenhagen, wees erop dat de som van het aantal spiralen in elke cirkel van de schijf, vermenigvuldigd met het aantal cirkels waarin ze zich bevinden, geteld vanaf het midden (1x1 + 2x8 + 3x20 + 4x25), resulteert in een totaal van 177. Dit komt zeer dicht bij het aantal dagen in de zes synodische maanden. Een synodische cyclus is de tijd die verstrijkt tussen twee opeenvolgende verschijningen van een object aan de hemel, zoals een bepaalde ster. Dit is de tijd die verstrijkt voordat een object op dezelfde plaats aan de hemel verschijnt (wanneer waargenomen vanaf de aarde). 
Randsborg stelt dat dit aantoont dat de schijf is ontworpen door een persoon met enige mate van astronomische kennis, en dat het beeld mogelijk als kalender heeft gefunctioneerd.

## Afbeeldingen

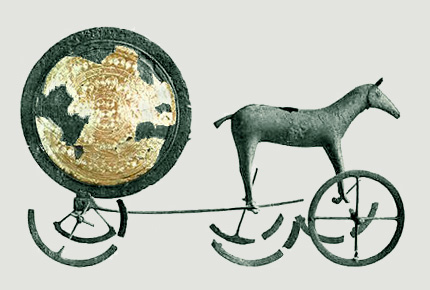
Zonnestrijdwagen van Trundholm
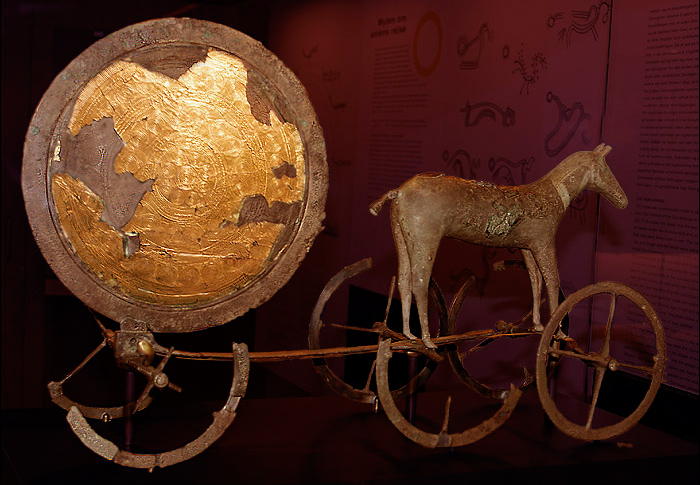
voorkant
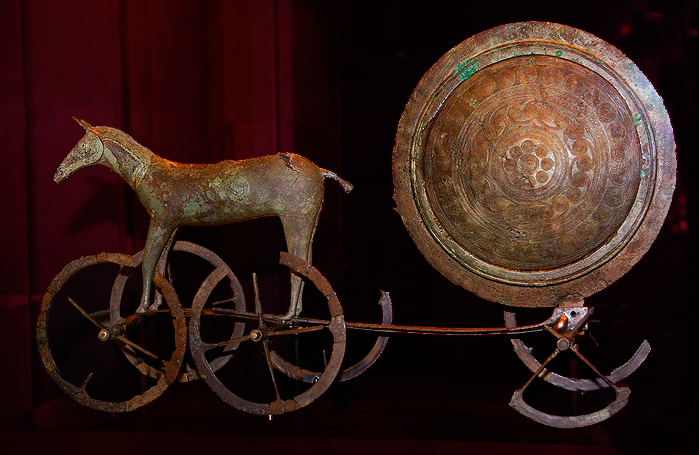
achterkant
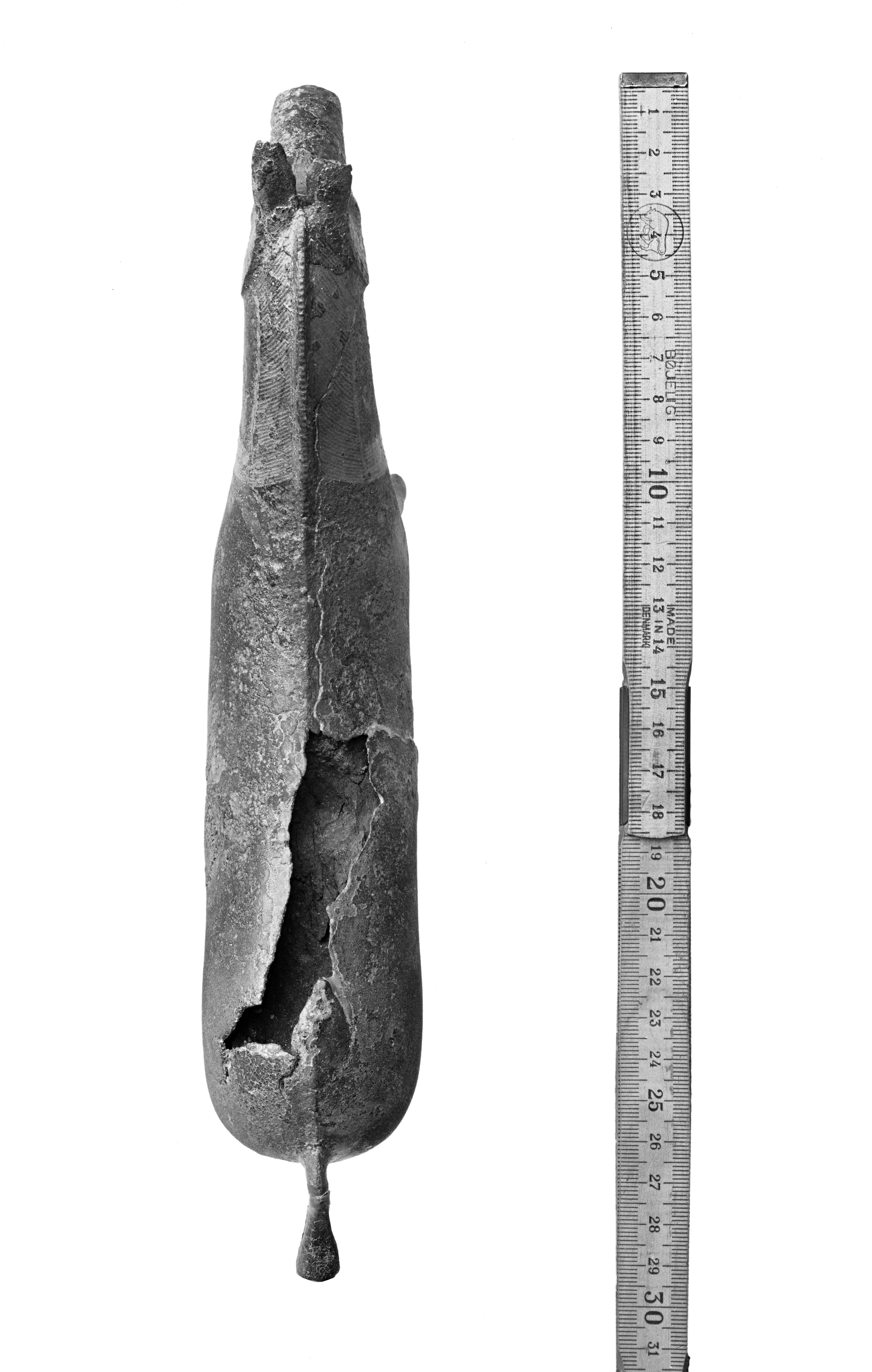
Het paard van bovenaf
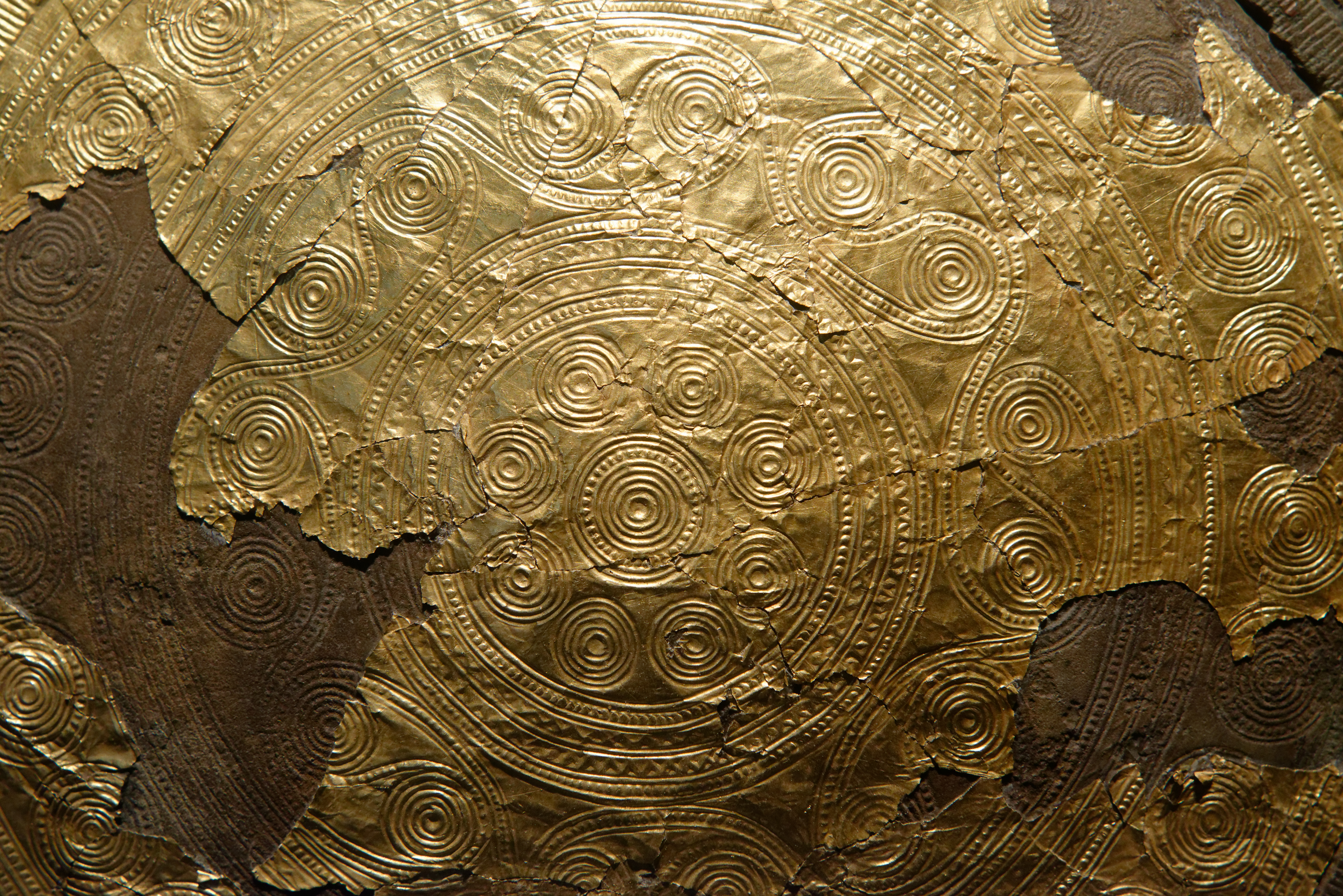
Detail

## Zie ook

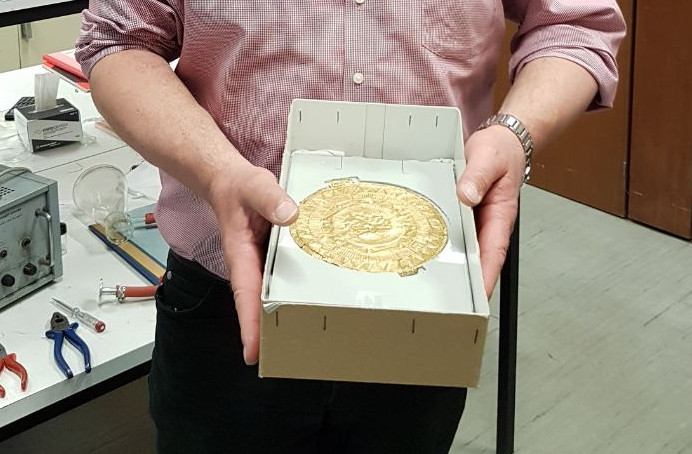
De gouden schijf van Moordorf tijdens laboratoriumtests in mei 2017